# Douglas A-4 Skyhawk
Il Douglas A-4 Skyhawk è un aereo monomotore da attacco al suolo, in grado di decollare da portaerei, sviluppato dall'azienda statunitense Douglas Aircraft Company durante gli anni '50 e successivamente prodotto dalla McDonnell Douglas.
Utilizzato principalmente dalla US Navy e prodotto in quasi 3.000 esemplari fino al 1979, l'A-4 Skyhawk ha svolto un ruolo di grande importanza durante la guerra del Vietnam e durante la guerra delle Falkland, e ad oltre settant'anni dalla sua introduzione è ancora in servizio nelle aviazioni navali di Brasile e Argentina.

## Storia del progetto
Lo Skyhawk è stato inizialmente progettato, sviluppato e costruito dalla Douglas Aircraft Company attorno al 1950. Il capo progettista era Ed Heinemann, famoso progettista della Douglas. Era inteso come rimpiazzo dell'A-1 Skyraider ad elica, aereo altrettanto di successo e che avrebbe avuto una vita operativa come macchina da attacco controguerriglia ancora per decenni.
Inizialmente conosciuto come A4D secondo la vecchia nomenclatura della US Navy (ovvero il quarto aereo d'attacco prodotto dalla Douglas), era un minuscolo apparecchio a corto raggio d'azione, eppure pensato per portare pesanti carichi, anche armi nucleari, decollando dalle portaerei americane.
Viste poi le difficoltà economiche, la Douglas si fuse con la McDonnell Aircraft Corporation nel 1967, formando la McDonnell Douglas.

## Tecnica
Monoplano metallico a reazione, con un unico turbogetto in coda, lo Skyhawk era dotato di una tozza ala a delta a larga corda, così compatta da non necessitare dell'applicazione di cerniere per poterla ripiegare durante il parcheggio sulle portaerei.
Apparecchio davvero minuscolo in ogni dettaglio, aveva un muso piccolo, un abitacolo stretto e un radar solamente telemetrico sistemato dietro un cupolino dielettrico, due piccole prese d'aria fisse ma dotate di paretine per la separazione dello strato limite, posizionate nella parte alta della fusoliera, appena sopra le ali a delta, che sono in posizione bassa. Anche i piani di coda erano a delta, con una posizione sulla coda, poco sopra la fusoliera. La vela verticale era leggermente a freccia, anche se in pianta era sostanzialmente a delta.
Sotto al motore, un turbogetto assiale, con circa 3.000 litri di carburante a disposizione e 1-3 serbatoi eventualmente trasportabili (oltre alla possibilità di rifornimento in volo), vi era un gancio per intercettare i cavi sistemati sul ponte delle portaerei.
Il carrello d'atterraggio era sistemato nelle ali e sotto il muso, con delle gambe molto alte, tanto che consentiva il trasporto di pesanti carichi esterni, inclusi agganci multipli per bombe e razzi. Nella linea di mezzeria era presente una rastrelliera per un massimo di 6 armi, con due triplette in tandem di bombe Mk 82 da 500 libbre, 227 kg nominali. Carichi simili erano possibili sotto le ali, nei punti d'aggancio interni, per un totale di 2-4 tonnellate. Dopo le prime serie, dalla versione E sono apparsi altri 2 punti d'aggancio alari, esterni a quelli originariamente installati nella semiala interna. L'armamento di base era di due cannoni Mk 12 da 20 mm, per un totale di circa 400 colpi, alla radice alare, sotto le prese d'aria e dotate di una paratia di protezione per il resto della fusoliera.

## Impiego operativo
L' A-4 ha largamente combattuto in Vietnam,  nel Medio Oriente (specie durante la guerra del Kippur), alle Falkland e infine nel Golfo, 1991. Alcuni esemplari sono ancora in servizio, ma difficilmente entreranno ancora in azione in guerra.

### Argentina
Durante la guerra delle Falkland una quarantina di A-4B e C, residuati di 75 esemplari forniti circa 15 anni prima, e una dozzina di Q sia dell'Aeronautica, sia della Marina argentina attaccarono la flotta britannica e talvolta le truppe al suolo, come durante la Battaglia di Goose Green.
Addirittura si corse il rischio di uno scontro tra portaerei quando all'inizio della campagna inglese di riconquista la portaerei Veinticinco de Mayo argentina, ex britannica della classe Colossus, arrivò ad un passo dal lanciare 8 A-4Q contro la flotta britannica, scortati da altri 2 aerei armati di missili AIM-9B Sidewinder. Ma le catapulte della portaerei erano in pessimo stato e ciò, unito alla mancanza di sufficiente vento, fece annullare l'ordine di lancio per le macchine, giudicate troppo pesanti per un decollo in sicurezza (ancora oggi le portaerei sono solite mettere la prua al vento quando si tratta di lanciare aerei al massimo carico).
Almeno 19 aerei dell'Aeronautica vennero persi oltre a 3 della Marina, ma i loro attacchi diedero buoni risultati provocando gli affondamenti delle fregate Antelope e Ardent, del cacciatorpediniere Coventry e della nave da sbarco logistica Sir Galahad. Molte altre navi vennero danneggiate, e spesso solo la mancata esplosione delle bombe le salvò. Le bombe non esplodevano perché venivano sganciate con gli aerei talmente bassi e veloci che la spoletta non aveva il tempo di azionarsi, ritardata da un meccanismo ad elica necessitante di 19 giri e 1/2 per attivarsi, salvando l'aereo dalle schegge della propria arma in caso di sganci a bassa quota. Ma questo significava spesso colpi a segno sulle navi senza esplosione successiva. I piloti argentini di Skyhawk combatterono con grande coraggio e stoicismo, sopportando tutte le minacce della difesa britannica. Almeno 150 missioni vennero volate dagli A-4 della Marina argentina, i più efficaci in quanto i piloti erano specificamente addestrati agli attacchi antinave.
La prima azione degna di nota venne eseguita da 8 aerei contro la fregata Type 22 Brilliant e il cacciatorpediniere Type 42 Glasgow. I primi 4 vennero respinti dall'azione della Brilliant, che con i missili Seawolf abbatté 2 aerei a pelo d'acqua, e un terzo, per evitare un missile, finì in acqua. Con l'allontanamento dell'ultimo aereo, ne arrivarono altri 4, ma stavolta, come sarebbe stato con la Broadsword (assieme al Coventry), il computer di tiro si bloccò nel momento decisivo, e gli argentini riuscirono a passare le difese antiaeree, deboli a bassa quota e a distanza ridotta, del Glasgow (per questo i Type 42 operavano con le Type 22), e lo colpirono con una bomba che, pur non esplodendo, sfondò le murate del vascello e lo costrinse a ritirarsi dalle operazioni per la falla causata (con le condizioni di mare dell'Atlantico del Sud era il minimo). Così l'attacco, sebbene molto costoso (in quest'azione i Seawolf abbatterono quasi tutti gli aerei che poterono distruggere fino alla fine del conflitto), riuscì a mettere KO un'importante nave britannica.
Il 22 maggio attaccarono pesantemente le navi inglesi a San Carlos, subendo perdite e causando danni alle navi britanniche, come nel caso della fregata Ardent, che affondò in serata, ma che fu attaccata, pare, anche da altri aerei argentini oltre che dagli Skyhawks. Comunque la perdita di numerosi aerei comportò un giorno di pausa assoluta in cui entrambi gli schieramenti ne approfittarono per riprendersi dai danni subiti.
Il giorno 24 maggio venne portata un'altra serie di attacchi, con l'affondamento della Antelope, anch'essa della classe Type 21, tramite 2 bombe da 454 kg che la colpirono in pieno, ma che rimasero inesplose per la troppo ridotta quota di sgancio, non sufficiente per l'armamento della spoletta.
Ma il tentativo di disinnesco di una di queste fallì e l'esplosione uccise un artificiere britannico, ferendone un altro. La nave si ritrovò con un immenso cratere tra la linea di galleggiamento e il fumaiolo. Le fiamme raggiunsero i depositi delle munizioni e ne scaturì una tremenda esplosione, che a suo tempo fece il giro del mondo nelle immagini trasmesse dalle televisioni. La nave affondò spezzata in 2 tronconi il giorno dopo.

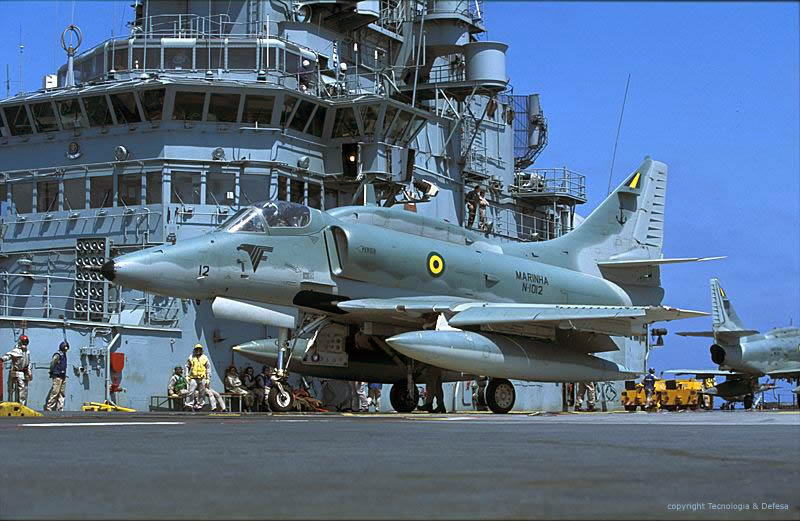
Un A-4 della marina brasiliana

Il 25 maggio, come ci si attendeva per via del fatto che la giornata era la festa nazionale dell'Argentina, venne fatto uno sforzo considerevole da parte dei reparti aerei nemici che in forze attaccarono la flotta britannica. Una forza navale britannica venne schierata per tentare di sorprendere i jet argentini prima che si abbassassero per portare gli attacchi alle navi. Ma non funzionò, proprio come accadde alla coppia Glasgow/Brilliant. 4 Skyhawk attaccarono a bassissima quota le navi inglesi, ma vennero avvistati dal radar di scoperta aerea del cacciatorpediniere Coventry (Classe Type 42 ). Questa però fu l'unica cosa che funzionò nel piano britannico. Infatti, al momento di sparare i missili contro gli attaccanti, i radar di tiro non ne vollero sapere di funzionare, fallendo l'aggancio sui cacciabombardieri.
Il Coventry aveva la possibilità di essere coperto dai missili Seawolf della Broadsword, fregata Type 22 che aveva il compito di difendere la compagna armata dei Sea Dart a lungo raggio. Invece, prima avvenne una avaria dovuta al mancato riscaldamento dei circuiti del calcolatore, che nel gelo del Sud Atlantico spesso non riusciva a partire senza essere attivato con un certo anticipo, e quando questo avrebbe potuto sparare i missili, si dovette interrompere la procedura a causa del frapporsi del Coventry tra la fregata e gli aerei poi, per via di un'accostata a destra. Il cacciatorpediniere britannico a quel punto non poteva né difendersi né essere difeso, ma lanciò un Sea Dart senza controllo, per provare a spaventare gli attaccanti. Non avendo il suo cannone da 114mm Mk 8 un radar di tiro esso era virtualmente inutile contro gli aeroplani, tanto che si rinunciò anche ad impiegarlo, così rimasero solo 2 mitragliere da 20mm Oerlikon, poco più che residuati della seconda guerra mondiale. Tutto fu vano, e la manovra di scampo servì solo a togliere l'orizzonte di tiro alla Broadsword, oltre che mostrare il fianco: centrato da 3 bombe, forse da 454 kg l'una, si ritrovò una fiancata devastata e affondò in 45 minuti con la perdita di 20 marinai dell'equipaggio.
Il 30 maggio, si verificò l'ultimo attacco contro la flotta britannica d'alto mare. 4 A-4 volarono verso le portaerei assieme ad un Super Etendard con l'ultimo Exocet. 2 aerei su 4 vennero abbattuti dai missili Sea Dart mentre volavano sotto gli 11 metri di quota, il missile venne, a quanto dicono i britannici (la cosa venne contestata dagli argentini), abbattuto da una cannonata di una fregata Type 21, l'Avenger (nome molto indicativo considerando che era consorella delle fregate affondate), che rivendicò anche uno dei cacciabombardieri. I missili Sea Dart non avrebbero dovuto colpire aerei sotto i 30 metri di quota, ma in quel caso accadde che essi funzionarono al di là delle aspettative, rimediando parzialmente alle catastrofiche esperienze precedenti.
L'ultimo attacco, l'8 giugno, vide l'affondamento della nave da sbarco logistica Sir Galahad e la quasi demolizione della Sir Tristan, in quella che è rimasta considerata come la 'tragedia di Bluff Cove', dal nome della località in cui le navi britanniche stavano conducendo l'operazione di sbarco. GLi A-4 affondarono anche un mezzo da sbarco, ma subirono la caccia spietata di una furibonda coppia di Sea Harrier britannici che si misero, dopo aver assistito alla scena sorpresi e impotenti, alla loro caccia. Sopra la cresta delle onde e a velocità elevatissime, abbatterono con i missili Aim-9L Sidewinder, 3 aerei su 4.
Negli ultimi anni, le macchine superstiti sono state aggiornate con missili e armi varie, ma la loro sostituzione si è verificata con la fornitura di circa 40 A-4R, cacciabombardieri multiruolo dotati di molti aggiornamenti. Già si trattava di macchine del tipo M, dei Marines, scelte tra le più efficienti di quelle messe in riserva dopo la sostituzione con gli AV-8B. Le macchine hanno avuto aggiornamenti importanti, con elettronica rinnovata e addirittura il radar APG-66 dell'F-16 nel muso, come già accaduto con gli A-4 della Nuova Zelanda. Originariamente si pensava agli F-16 di seconda mano, ma i costi vennero giudicati eccessivi e così si scelsero gli A-4R con una dotazione avionica simile a quella del Fighting Falcon.

### Israele

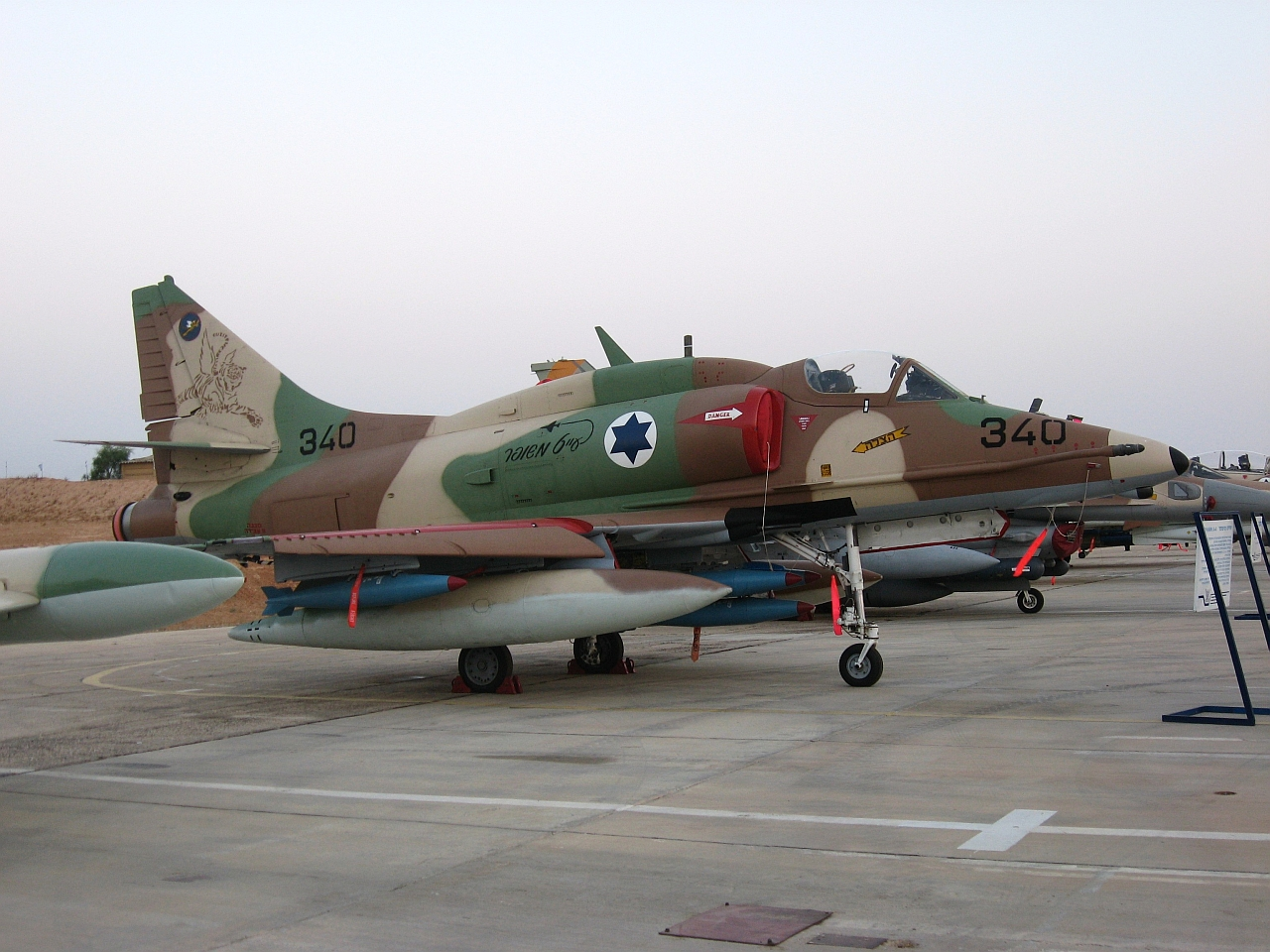
Un A-4N della base aerea di Hatzerim

I primi A-4 arrivarono nei tardi anni '60, a seguito della diversa politica degli USA verso Israele: questo accadde dopo la guerra del 1967, nonostante l'episodio della Liberty, nave americana attaccata dagli aerei israeliani e gravemente danneggiata. Gli aerei vennero usati durante la Guerra d'Attrito contro l'Egitto, nel 1969-71.
Ai tempi della guerra del Kippur, dopo le massicce forniture americane post-1967, decine di A-4 vennero impiegati e perduti nei primi giorni di guerra, riducendo pesantemente la linea di volo circa 150 aerei iniziali. I primi due aerei abbattuti nel Sinai erano A-4. Almeno 80 vennero prontamente forniti dagli USA in rimpiazzo. Per fortuna gli A-4 avevano tubi di scarico allungati per limitare i danni dei missili portatili SA-7 Grail, incontrati nella precedente guerra d'attrito. Molti A-4 furono tenuti in riserva o utilizzati come addestratori pre-operativi fino alla loro definitiva radiazione avvenuta il 15 dicembre 2015. Anche questo aereo ha messo in evidenza l'ingegnosità degli israeliani, i quali sostituirono i cannoni Colt Mk.12 da 20 mm con i cannoni DEFA da 30 mm smontati dai Mirage III radiati.

### Kuwait
Alcuni aerei del Kuwait vennero usati per contrattaccare le truppe di invasione irachene, nell'agosto 1990, resistendo per 2 giorni e operando anche da autostrade; si rifugiarono poi in Arabia Saudita. Tornarono in azione assieme agli alleati durante l'Operazione Desert Storm, subendo una sola perdita a causa della contraerea.

### Stati Uniti
Nella guerra del Vietnam, la macchina entrò subito in azione, dopo l'incidente del Golfo del Tonchino. Moltissime missioni vennero volate sia da parte della Marina che dal Corpo dei Marines, ma verso la fine del conflitto l'US Navy lo stava sostituendo con l'A-7 Corsair II.

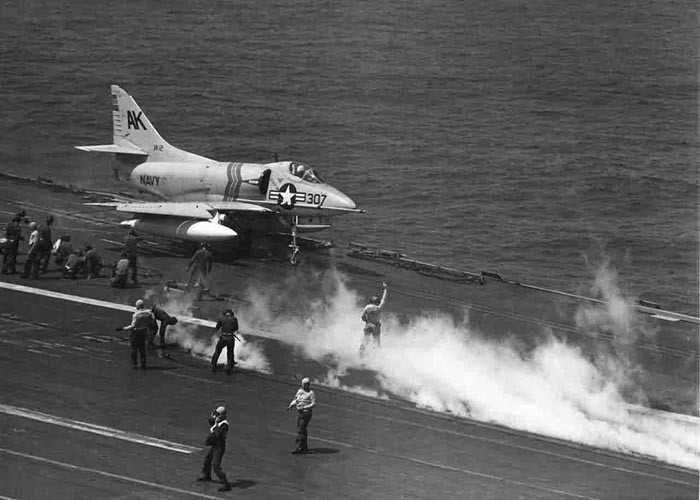
Un A-4 statunitense in decollo da una portaerei.

Gli Skyhawk causarono molti danni, ma subirono anche molte perdite. Tuttavia ottennero anche una vittoria aerea, abbattendo un MiG-17 addirittura con razzi Zuni da 127 mm.
Grazie alla sua notevole maneggevolezza l'A-4 venne usato anche come aggressor della scuola Top Gun, specialmente nei modelli alleggeriti e potenziati, capaci di ratei di rollio, si dice, di 720 gradi al secondo; erano di una tale maneggevolezza che perfino gli F-14 Tomcat venivano spesso battuti negli scontri aerei simulati.
Gli A-4M furono gli ultimi impiegati da reparti di prima linea, era la versione specifica per i Marines, dotata di molti aggiornamenti ed avionica molto potenziata.

### Brasile
L'aviazione navale brasiliana ha acquisito negli anni 14 velivoli (11 AF-1 e 3 AF-1A). Di questi 12 sono in ammodernamento nella versione AF-1B.

## Versioni

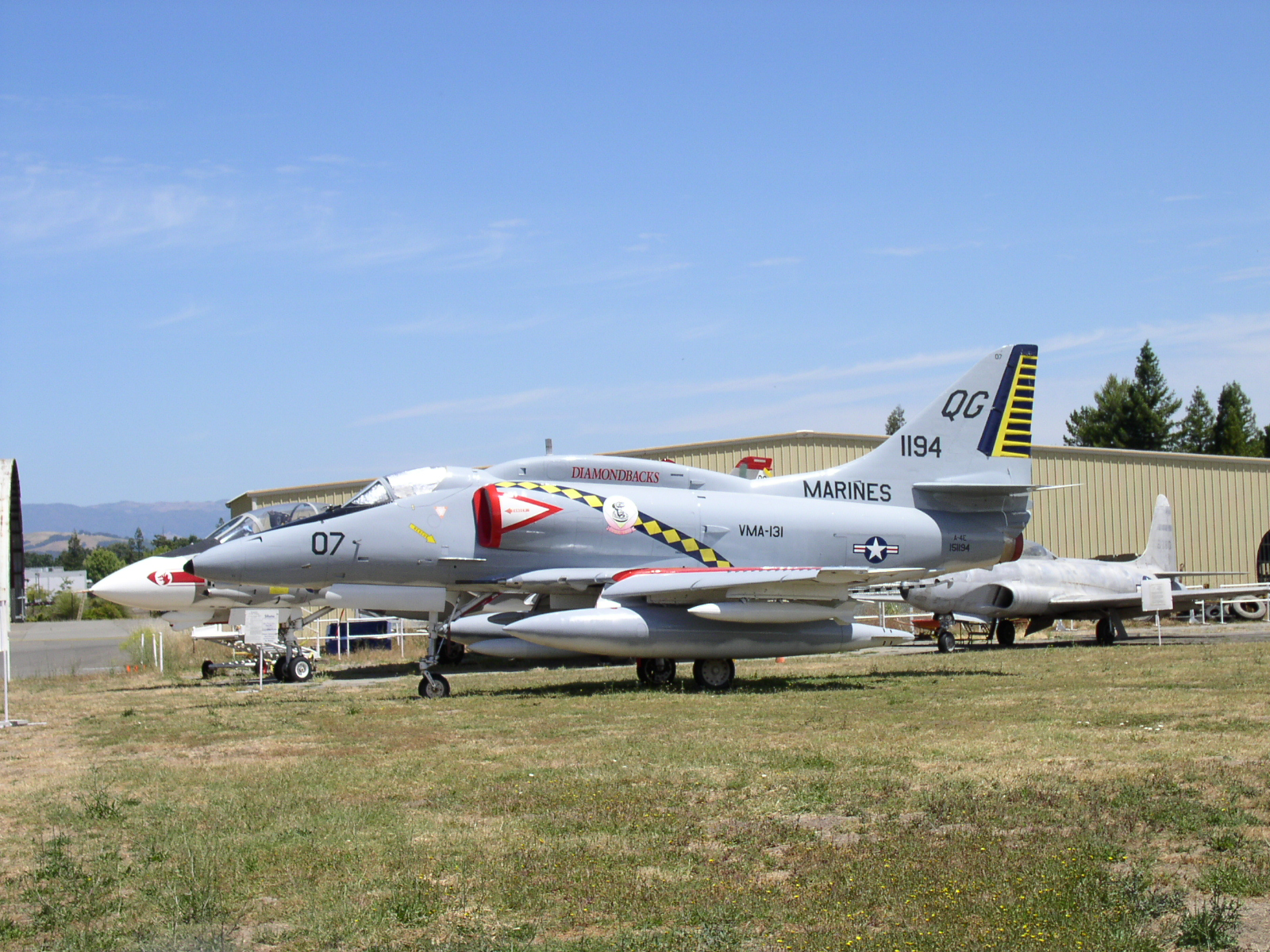
Un A-4 dei Marines esposto nel Pacific Coast Air Museum, California.

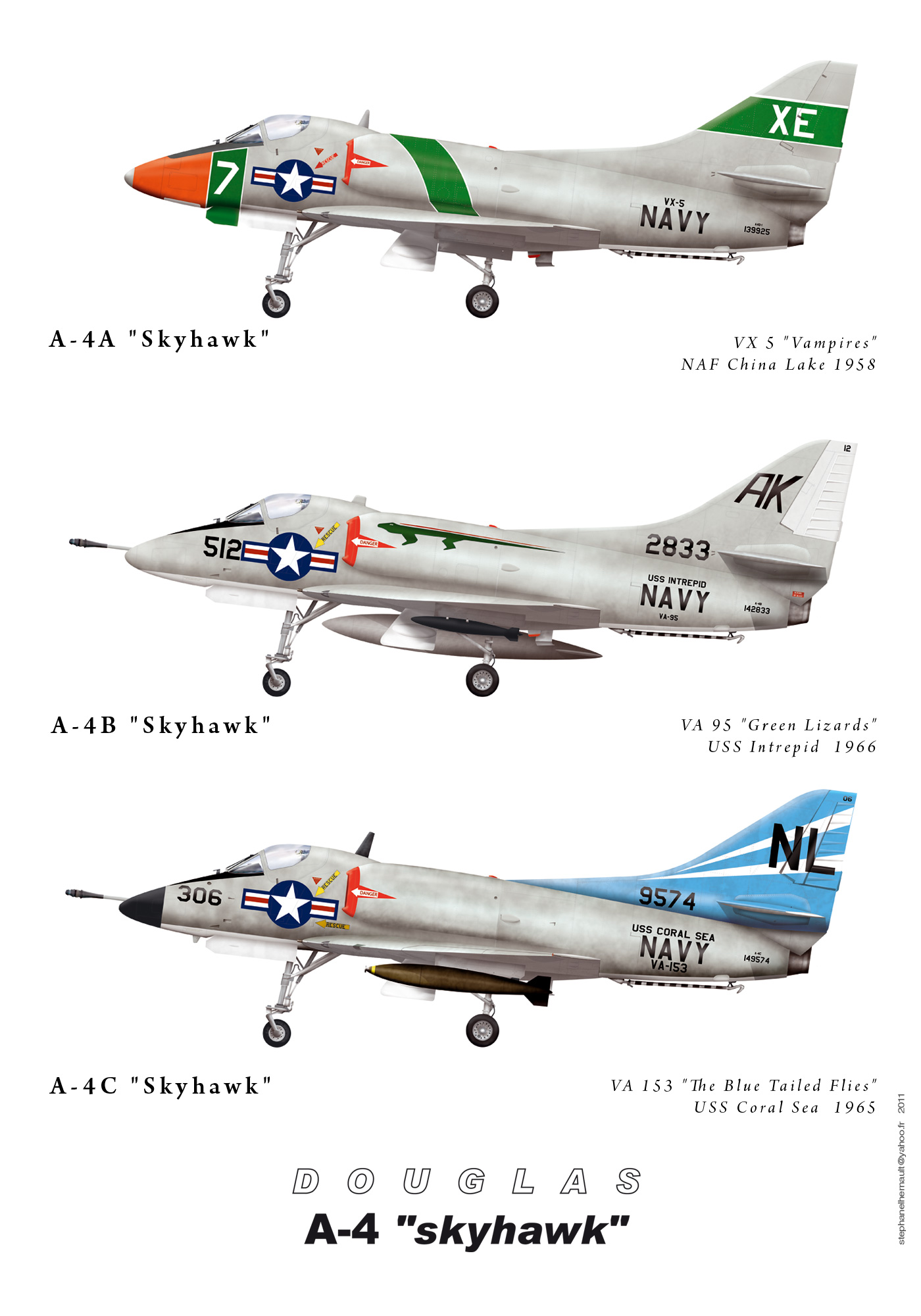
A-4 skyhawk A/B/C

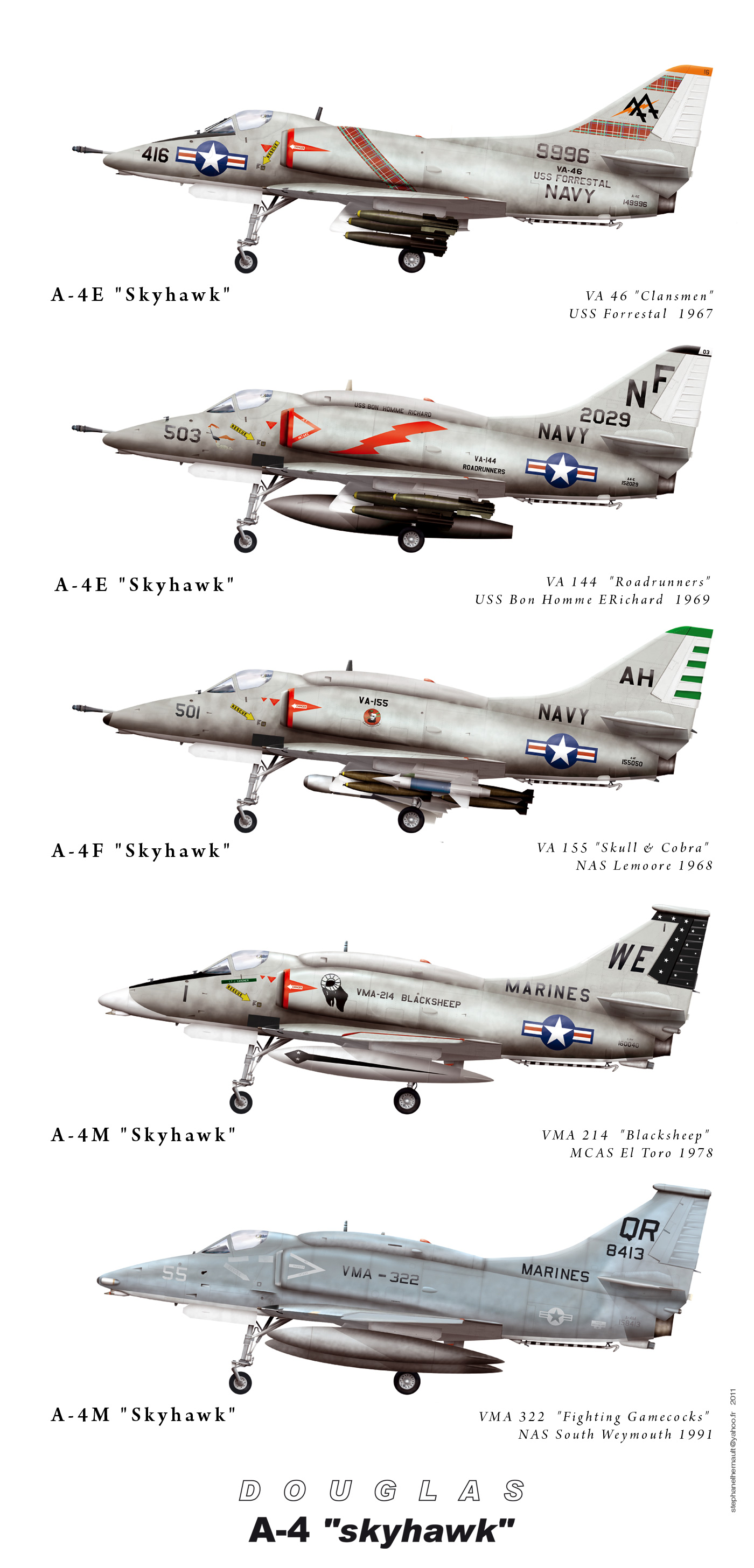
A-4 skyhawk E/F/M

Vista la longevità dell'aeroplano, ne sono state prodotte molte versioni (seguono disposte cronologicamente):
XA4D-1 e YA4D-1
rispettivamente i prototipi e gli aerei di preserie.
A4D-1 (A-4A)
la versione di base motorizzata J65-W-4.
A4D-2 (A-4B)
seconda versione, con sonda per rifornimento in volo (26 marzo 1956)
A4D-2N (A4-C)
aggiunto radar prodiero Westinghouse AN/PNG-53A, con limitate capacità di attacco ognitempo; si riconosceva dal precedente dal muso allungato.
A4D-3

A4D-4

A4D-5 (A-4E)
aggiunti due piloni alari, radar Doppler, TACAN (12 luglio 1961)
A-4F
(31 agosto 1966)
A-4G
A-4E destinati alla Royal Australian Navy (19 luglio 1967)
A-4H
destinati alla forza aerea israeliana, Heyl Ha'Avir (27 ottobre 1967)
A-4K
per la Royal New Zealand Air Force (10 novembre 1970)
A-4KU
A-4M per la Al-Quwwat al-Jawwiyya al-Kuwaytiyya.
A-4L

A-4M Skyhawk II
versione appositamente prodotta per l'aviazione del Corpo dei Marines, l'ultima prodotta con macchine di nuova costruzione. Avionica rinnovata, addirittura venne trovato lo spazio per un apparato ECM interno, mentre il muso aveva numerose antenne elettroniche come quella radar, del RWR e delle emittenti ECM
A-4N Skyhawk II

A-4P

A-4Q
simile alla versione E
A-4Y

A-4S

A-4R Fightinghawk
versione specificatamente prodotta per l'aviazione Argentina (FAA), per conversione di velivoli della precedente versione M. Avionica rinnovata, con importanti modifiche quali l'introduzione del RADAR ARG1 (derivato dall'APG-66 dell'F16), e numerose importanti modifiche all'elettronica di bordo (elettronica di missione, di navigazione, di comunicazione e di interfacciamento). Cellula: il muso è stato dotato di un nuovo radome, è stata pure ricostruita la sezione di coda e sono state introdotte importanti modifiche minori (sistema di avviamento autonomo e altro).

## Utilizzatori

### Civili
Canada
- Top Aces

10 tra A-4N e TA-4J ex esemplari Heyl Ha'Avir israeliana.
 Stati Uniti
- Draken International

12 A-4K e 1 TA-4K ex Royal New Zealand Air Force

### Militari
Argentina
- Fuerza Aérea Argentina

50 A-4B ex US Navy ordinati nel 1965, aggiornati allo standard A-4P e consegnati in due lotti da 25 rispettivamente nel 1966 e nel 1970. Ulteriori 4 A-4B furono forniti per trarne parti di ricambio. Ulteriori 25 A-4C furono acquistati nel 1975.
vedi anche Lockheed Martin A-4AR Fightinghawk
- Aviación Naval

16 A-4B ex US Navy acquistati nel 1971 e ridesignati A-4Q dopo essere stati aggiornati.
 Brasile
- Força Aeronaval

20 A-4KU e 3 TA-4KU ex kuwaitiani acquistati nel 1997, consegnati a partire dal 1998 ed entrati in servizio nrl 2001 dopo esser stati ridesignati AF-1/AF-1A. A partire dal 2009 è stato avviato un programma per portare, entro il 2015, nove monoposto e tre biposto allo standard AF-1B/C; a febbraio 2018, dopo alcuni ritardi, la Marina brasiliana comunicò che avrebbe ricevuto solo sei aerei aggiornati (tre monoposto AF-1B e tre biposto AF-1C), anziché nove AF-1B e tre AF-1C come originariamente previsto dal contratto stipulato con Embraer. La mossa è dovuta a motivi di budget, ma anche per la decisione di eliminare gradualmente la sua portaerei São Paulo (A-12) e alla speranza di preservare la capacità di far funzionare gli aerei imbarcati per l'impiego su una futura unità. L'ultimo dei 6 aerei aggiornati è stato consegnato a marzo 2022.

## Ex utilizzatori

### Militari
Australia
- Royal Australian Navy

8 A-4G e 2 TA-4G consegnati a partire dal 26 luglio 1967. Ulteriori 8 A-4G e 2 TA-4G, furono consegnati nel 1970. 10 esemplari furono ceduti alla Royal New Zealand Air Force nel 1984.
 Indonesia
- Tentara Nasional Indonesia Angkatan Udara

30 A-4E, 2 TA-4H e 2 TA-4J ricevuti dall'Aeronautica israeliana a partire dal 1980.
 Israele
- Heyl Ha'Avir

48 A-4F modificati e ridesignati A-4H acquistati nel 1966, portati, poi, con un'estensione del contratto a 90 esempalri nel 1968. Ulteriori 117 A-4M appositamente modificati, e designati A-4N, furono consegnati tra il 1972 e il 1976. 25 TA-4J biposto modificati in TA-4H furono consegnati tra il 1969 e il 1975. Ulteriori 46 A-4E ex US Navy e US Marine Corps furono consegnati dopo le pesanti perdite di aerei israeliani durante la guerra "Yom Kippur" del 1973, e la maggior parte dei quali furono successivamente aggiornati alla configurazione A-4H. Il 15 dicembre 2015 si è svolta la cerimonia di addio che ha sancito il ritiro degli ultimi 30 aerei in servizio. 30 A-4E, 2 TA-4H e 2 TA-4J ceduti all'Aeronautica indonesiana a partire dal 1980.
 Kuwait
- Al-Quwwat al-Jawwiyya al-Kuwaytiyya

30 A-4KU e 6 TA-4KU in servizio tra il 1977 ed il 1991, 23 dei quali (20 monoposto e 3 biposto), nel 1997 furono ceduti alla Força Aeronaval brasiliana.
 Malaysia
- Tentera Udara Diraja Malaysia

88 aerei acquistati nel 1980 per essere aggiornate allo standard A-4PTM. Di queste, furono consegnate solo 40, ed alla fine,la Grumman modificò solo 34 velivoli. Il primo A-4PTM ha volò per la prima volta il 12 aprile 1984, e tutti gli aerei furono consegnati tra la fine del 1985 e l'inizio del 1986. Un numero imprecisato di A-4PTM monoposto (forse sei) fu ricostruito nella configurazione biposto e ridesignati TA-4PTM. Tutti i velivoli furono ritirati nel settembre del 1999.
 Nuova Zelanda
- Royal New Zealand Air Force

10 A-4K monoposto e 4 TA-4K biposto ordinati nel luglio 1969 e consegnati nel 1970. Ulteriori 8 A-4G e 2 TA-4G ex RAAF acquistati nel 1984. Tutti gli esemplari superstiti sono stati ritirati dal servizio nel 2001.
 Singapore
- Angkatan Udara Republik Singapura

50 A-4B ex US Navy acquistati a partire dal 1973. Di questi, 44 furono aggiornati alla versione A-4S monoposto e 3 alla versione biposto TA-4S. Un secondo lotto di 70 tra A-4B e A-4C sempre ex US Navy fu consegnato nel 1980, con gli A-4C ricostruiti nella nuova versione A-4S-1, e gli A-4B immagazzinati per essere utilizzati come fonte di parti di ricambio. Insieme a un piccolo numero di TA-4S-1, questi nuovi Skyhawk entrarono in servizio in sostituzione di esemplari persi a partire dal 1982. Nel 1983, furono consegnati ulteriori 16 A-4B, 8 dei quali furono trasformati in biposto TA-4S-1. A partire dal 1985, dopo alcuni incidenti riconducibili al motore Pratt & Whitney J52, si decise di procedere ad un nuovo aggiornamento che portò nel 1988 alle nuove versioni A-4SU e TA-4SU. Queste vennero dotate della nuova turboventola General Electric F404-GE-100D, che erogava il 29% di spinta in più, con una conseguente riduzione del 30% del tempo di decollo e un aumento del carico utile, dell'autonomia e della velocità massima. Questa nuova versione, realizzata aggiornando tutti gli A-4S-1 e TA-4S-1, entrò in servizio nel 1989 e fu ritirata nel marzo del 2005.
 Stati Uniti
- United States Navy
- United States Marine Corps

## L'A-4 Skyhawk nella cultura di massa

### Film
- Al vertice della tensione: È un A-4E della Heyl Ha'Avir israeliana che (dopo essere stato abbattuto) perde la bomba atomica che viene, poi, fatta detonare a Baltimora.
- Nella scena del film Top Gun viene utilizzato nel ruolo di aggressori per simulare l'attacco di aerei nemici

### Fumetti
A-4 appare (in varie versioni) molto spesso nel celebre fumetto a tema aeronautico "Buck Danny"